# Chinchillula sahamae
Chinchillula sahamae é uma espécie de roedor da família Cricetidae. É a única espécie do género Chinchillula.
Pode ser encontrada na Argentina, Bolívia, Chile e Peru.